# RFK Riga
El RFK Riga fue un equipo de fútbol de Letonia fundado en el año 1923 y que alguna vez jugó en la Virsliga, la liga más importante de fútbol del país. Fue y es considerado uno de los equipos históricos y el más laureado en la historia del fútbol letón con más de 10 trofeos nacionales: 8 Ligas de Letonia y 2 Copas de Letonia hasta comienzos de la década de los 40s.

## Historia
Fue fundado el 14 de diciembre de 1923 en la capital Riga por Juris Rēdlihs con el fin de crear a un equipo de fútbol que pudiera vencer al SV Kaiserwald de los inmigrantes alemanes y se dedicaron a contratar a los mejores futbolistas de la capital con ese fin.
Ingresó a la Virsliga en el año 1924, terminando en segundo lugar aunque ese fue el inicio de algo grande, ya que el RFK Riga se convirtió en el equipo de fútbol más dominante del fútbol en Letonia entre las décadas de los años 1920 y 1930, donde ganaron 8 títulos de liga y dos de copa, además de que el club era la base de la selección nacional.
La última liga que ganó el club fue en 1940, solo unos meses antes de la ocupación de la Unión Soviética en Letonia y el club desapareció luego de que sus mejores jugadores se fueran al Dinamo Riga.
Con la ocupación alemana en Letonia, se creó al FK Riga como el sucesor del club, el cual participó en los campeonatos de 1942 al 1944.
El FK Auda cambió su nombre a FK Riga en 1992, pero después de los malos resultados, volvieron a su nombre anterior.

## Palmarés
Campeonatos nacionales (8)
- Latvia top league: 8

1924, 1925, 1926, 1930, 1931, 1934, 1935, 1940
- Latvian Cup: 2

1937, 1939

## Jugadores

### Jugadores destacados
- Ēriks Pētersons
- Alberts Šeibelis
- Sergejs Maģers
- Arnolds Tauriņš